# جون فوجت
جون فوجت (بالنرويجية البوكمول: Johan Vogt)‏ هو اقتصادي وبروفيسور نرويجي، ولد في 23 سبتمبر 1900، وتوفي في 17 يوليو 1991.